# Carl Bloch
Carl Henrik Bloch, född 23 maj 1834 i Köpenhamn, död där 22 februari 1890, var en dansk målare. Han var bror till kirurgen Oscar Thorvald Bloch och till dramatikern William Edvard Bloch.

## Biografi
Bloch genomgick konstakademien i Köpenhamn och begav sig 1859 till Italien, där han med några kortare avbrott vistades till 1865. Han hade redan före sin resa väckt mycken uppmärksamhet genom sina än idylliska, än allvarliga, än humoristiska skildringar av danskt folkliv. Bland dessa märks Söndagseftermiddag på Refsnäs (1857), Fiskarfamiljer som inväntar sina mäns hemkomst vid annalkande oväder (1858), Far skall sova (1858) och En måltid (1859). Under de första åren av sin vistelse i Rom valde han ämnen ur det italienska folklivet såsom En fiskare från Sorrento (1861), Två munkar (1862) och I en romersk osteria (1864). Med Simson hos filistéerna (1863) fördes Bloch in på historiemålningens område där han sedermera skapade Jairi dotter (1864), Prometheus befrielse (1865), Niels Ebbesen och greve Geert (1868), Kristian II i fängelset på Sønderborgs slott (1871) och flera historiemålningar i universitetets festsal.
Även i hans historiska och mytologiska målningar gör sig gärna en genreartad uppfattning gällande. Detta är fallet jämväl i hans religiösa arbeten, till exempel i de 23 tavlorna i Frederiksborgs slottskyrka samt i flera altartavlor till exempel Christus Consolator (1875) i Hörups kyrka i Skåne. Målningen finns kopierad i ca 35 kyrkor i Norden och Baltikum. Historiemålningen trängde honom likväl inte bort från skildringarna av italienskt och danskt folkliv, och särskild fortsatte han att väcka munterhet genom romerska pojkar och munkar i tragiska situationer: En romersk gatbarberare (1864), Munken, som plockar fjäderfä (1870), En tjänsteflicka (1870) och En kvinna som säljer fisk (1875). Han har även målat porträtt och utfört raderingar. Han blev 1883 professor och snart därefter ledare av akademiens målarskola.
År 1867 tilldelades han Litteris et Artibus.
Bloch är representerad vid Nationalmuseum med den 1882 beställda tavlan Herdarnas tillbedjan.

## Utmärkelser
- Eibeschützpriset,  1863[4]
- Riddare av Dannebrogorden,  1867[1]
- Dannebrogsmännens hederstecken,  1888[1]

[Redigera Wikidata]

## Bildgalleri

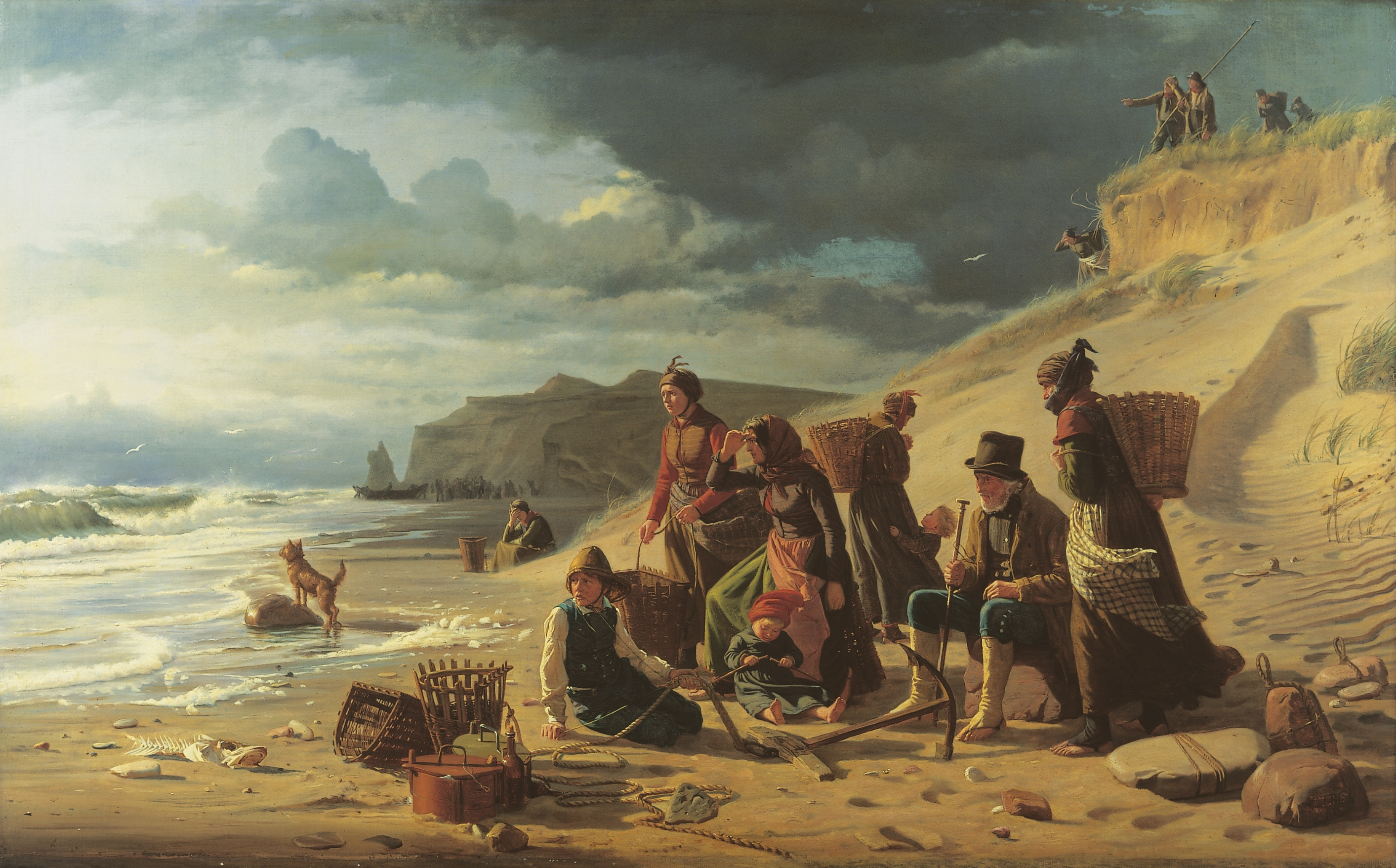
Fiskarfamiljer som inväntar sina mäns hemkomst vid annalkande oväder (Fiskerfamilier, som venter deres mænds hjemkomst ved et frembrydende uvejr) från 1858, Den Hirschsprungske Samling, olja på duk, 116 x 186 cm.
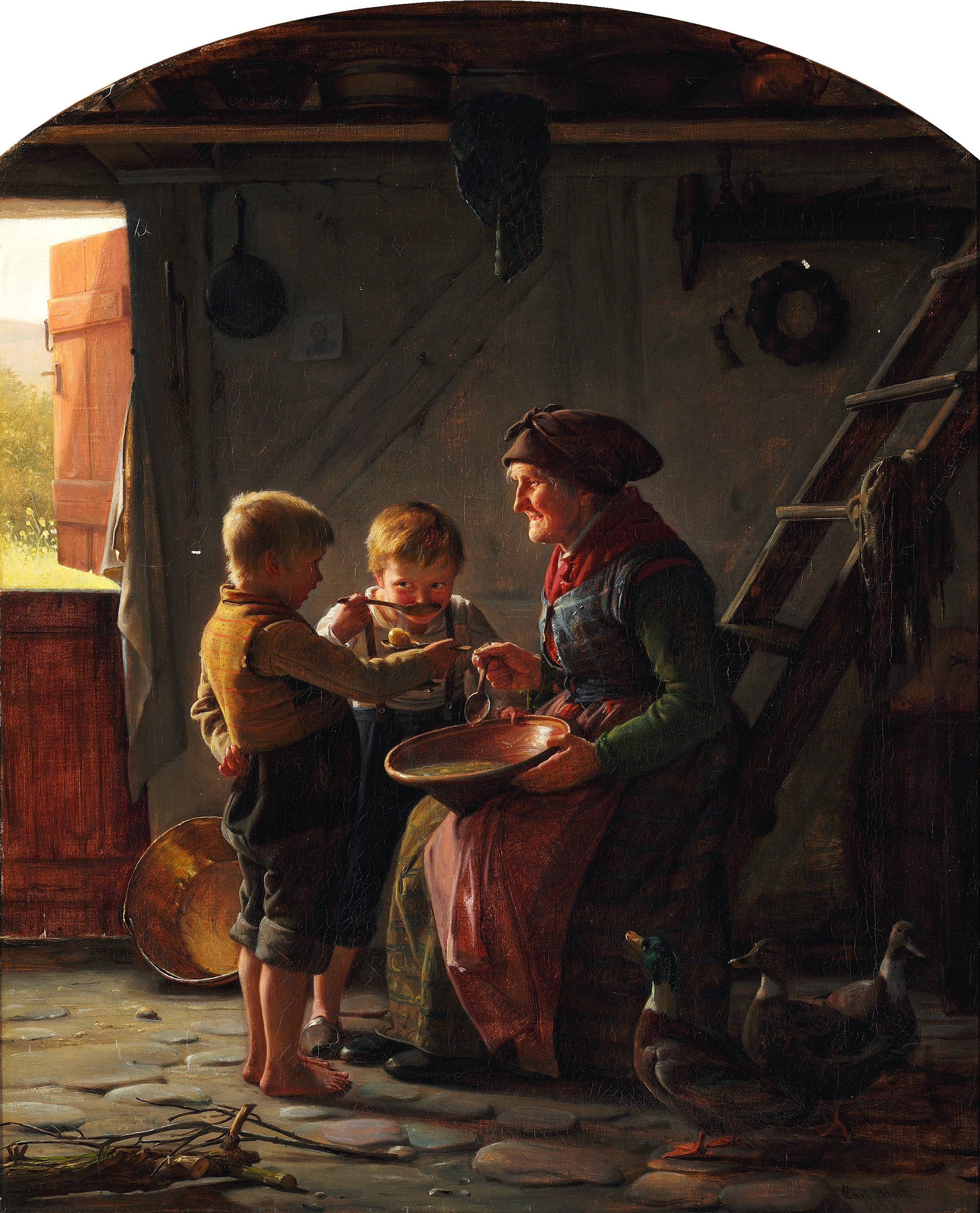
En måltid från 1859. Privat ägo. Olja på duk, 70 x 56 cm.
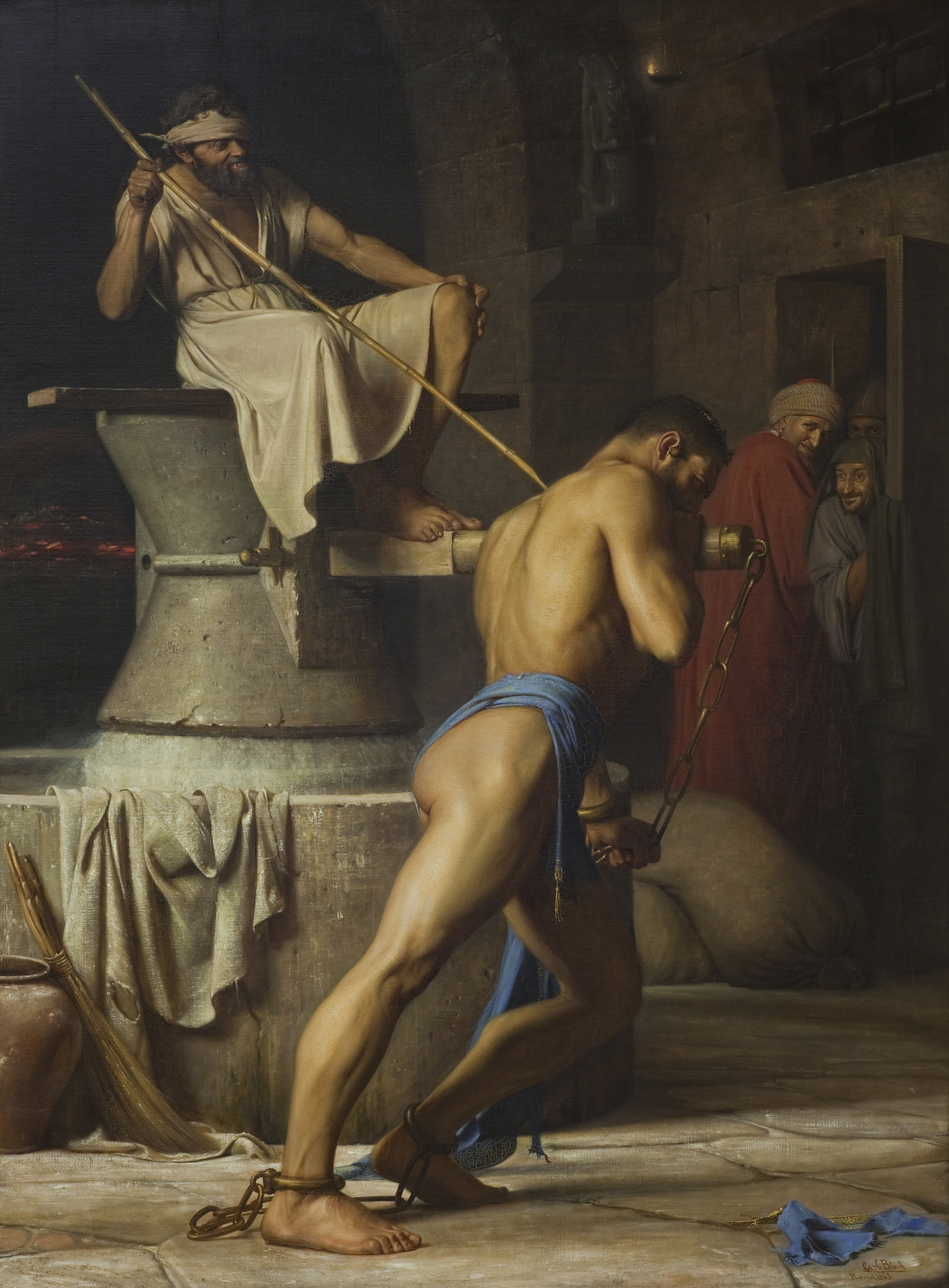
Simson hos filistéerna (Samson hos filistrene) från 1863, Statens Museum for Kunst, olja på duk, 245,5 x 184 cm.
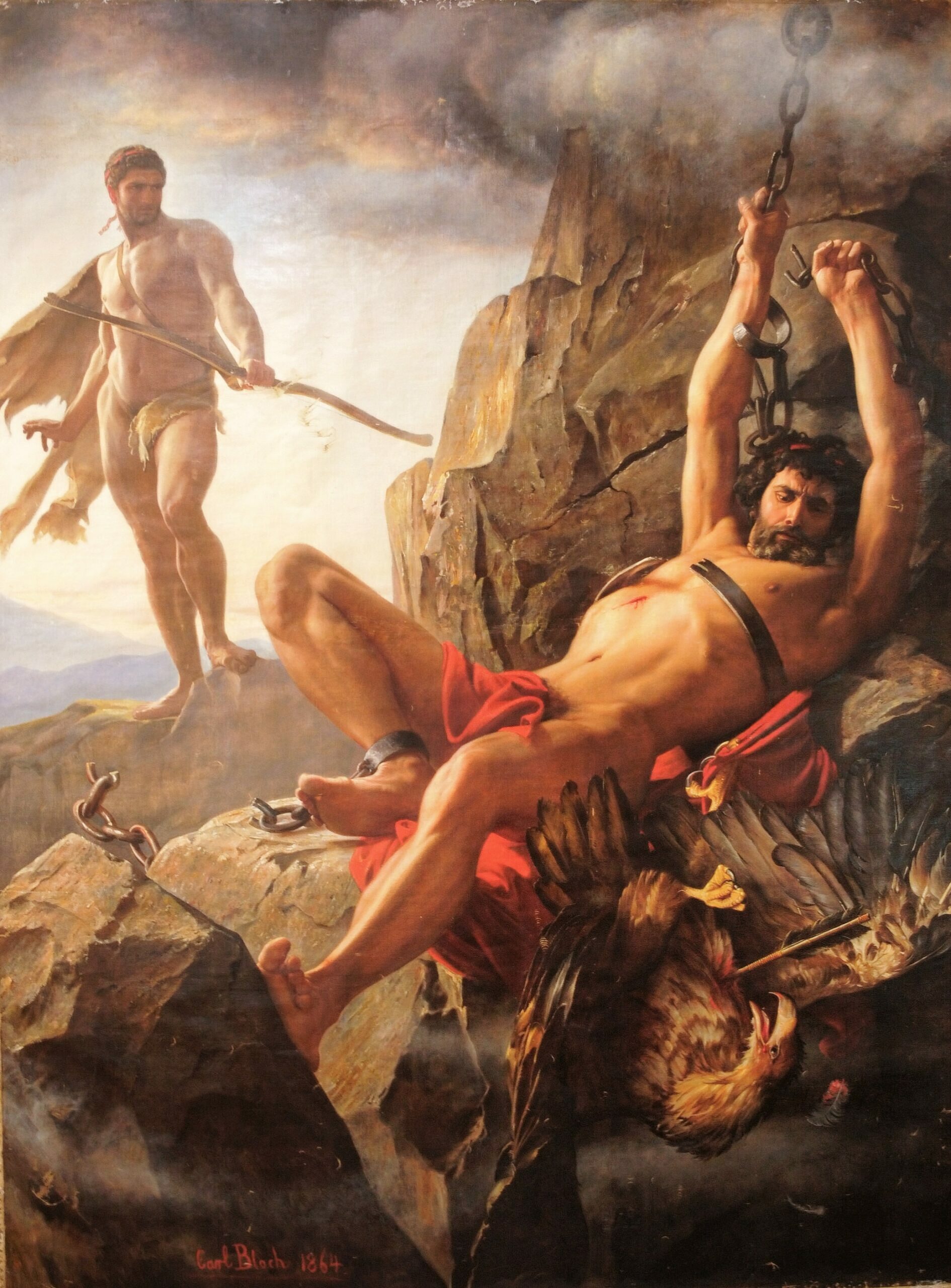
Prometheus befrielse från 1864, tillhör Greklands kulturministerium, olja på duk, 398 x 294 cm.
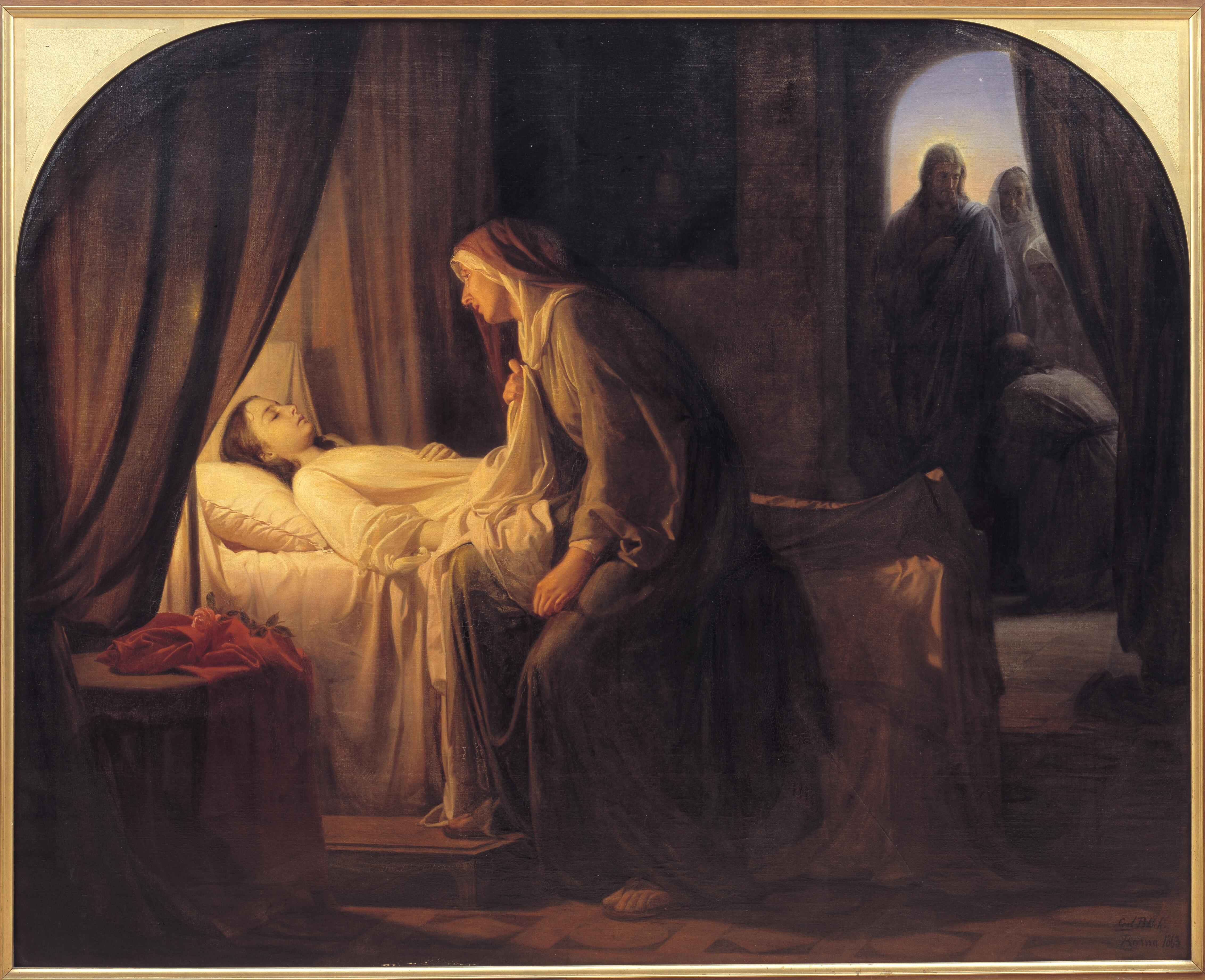
Jairi dotter från 1863, Statens Museum for Kunst, olja på duk, 190,5 x 235 cm.
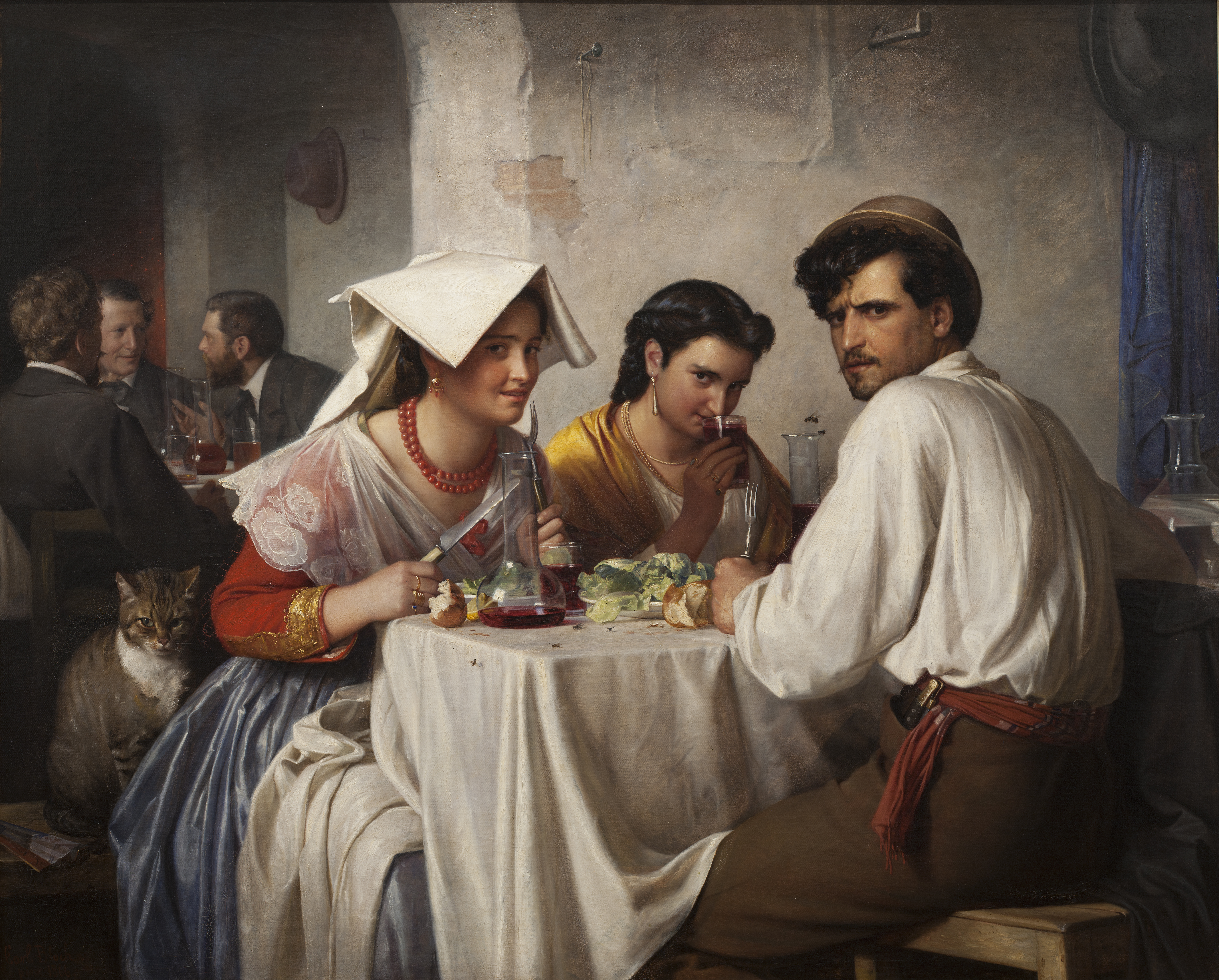
I en romersk osteria (Fra et romersk osteria) från 1864, Statens Museum for Kunst, olja på duk, 148,5 x 177,5 cm.
Kristian II i fängelset på Sønderborgs slott (Christian II i fængslet på Sønderborg Slot) från 1871, Statens Museum for Kunst, olja på duk, 294,5 × 234,5 cm.
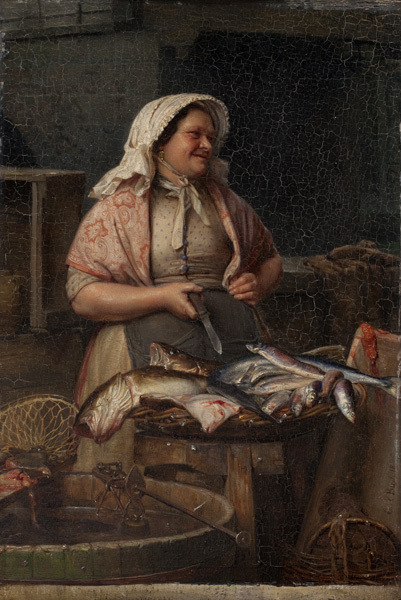
En kvinna som säljer fisk (En kone, der sælger fisk) från 1875, Statens Museum for Kunst, olja på trä, 36 x 24,5 cm.
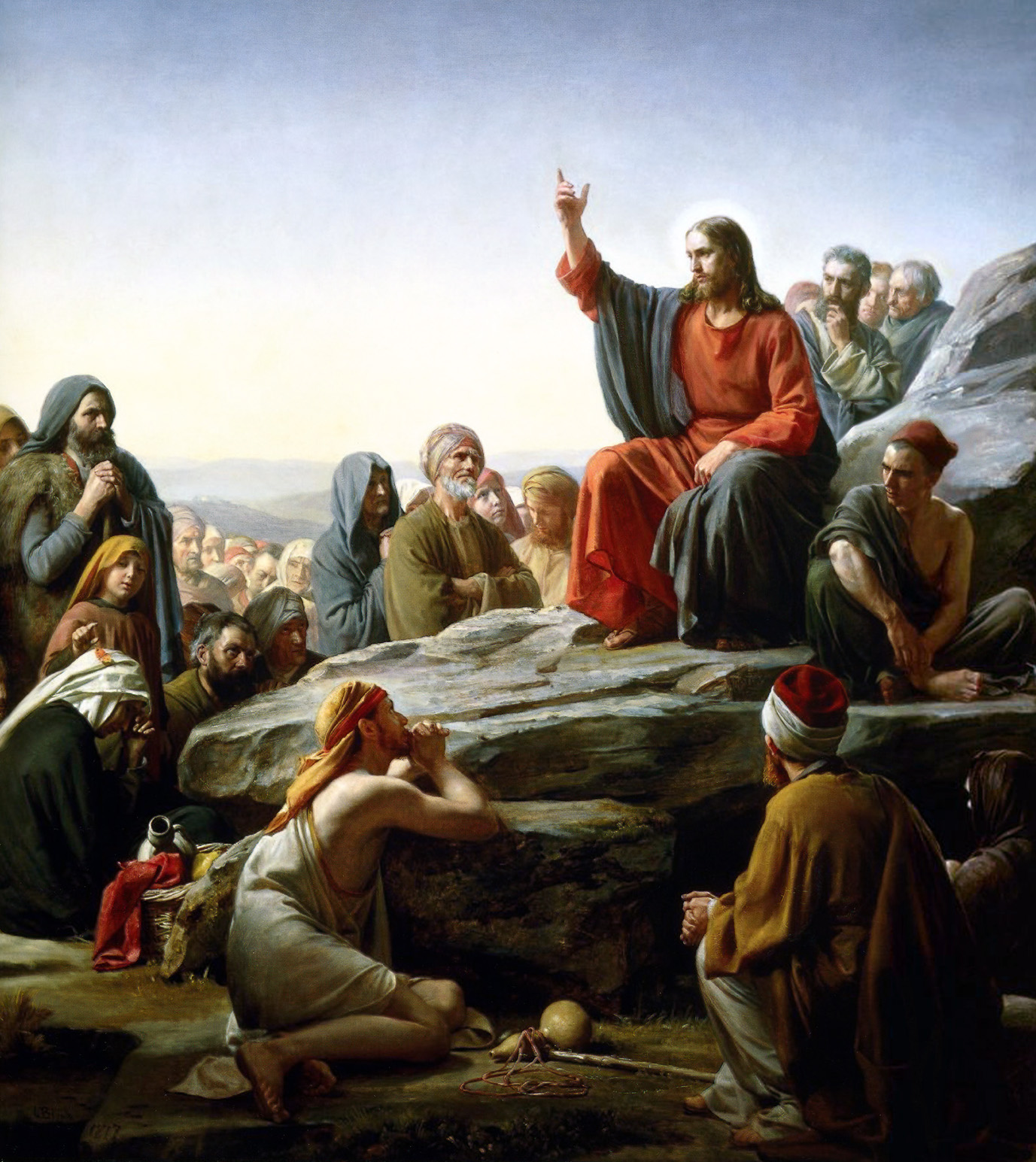
Bergspredikan från 1877, Det Nationalhistoriske Museum på Frederiksborgs slott, olja på koppar, 104 × 92 cm.
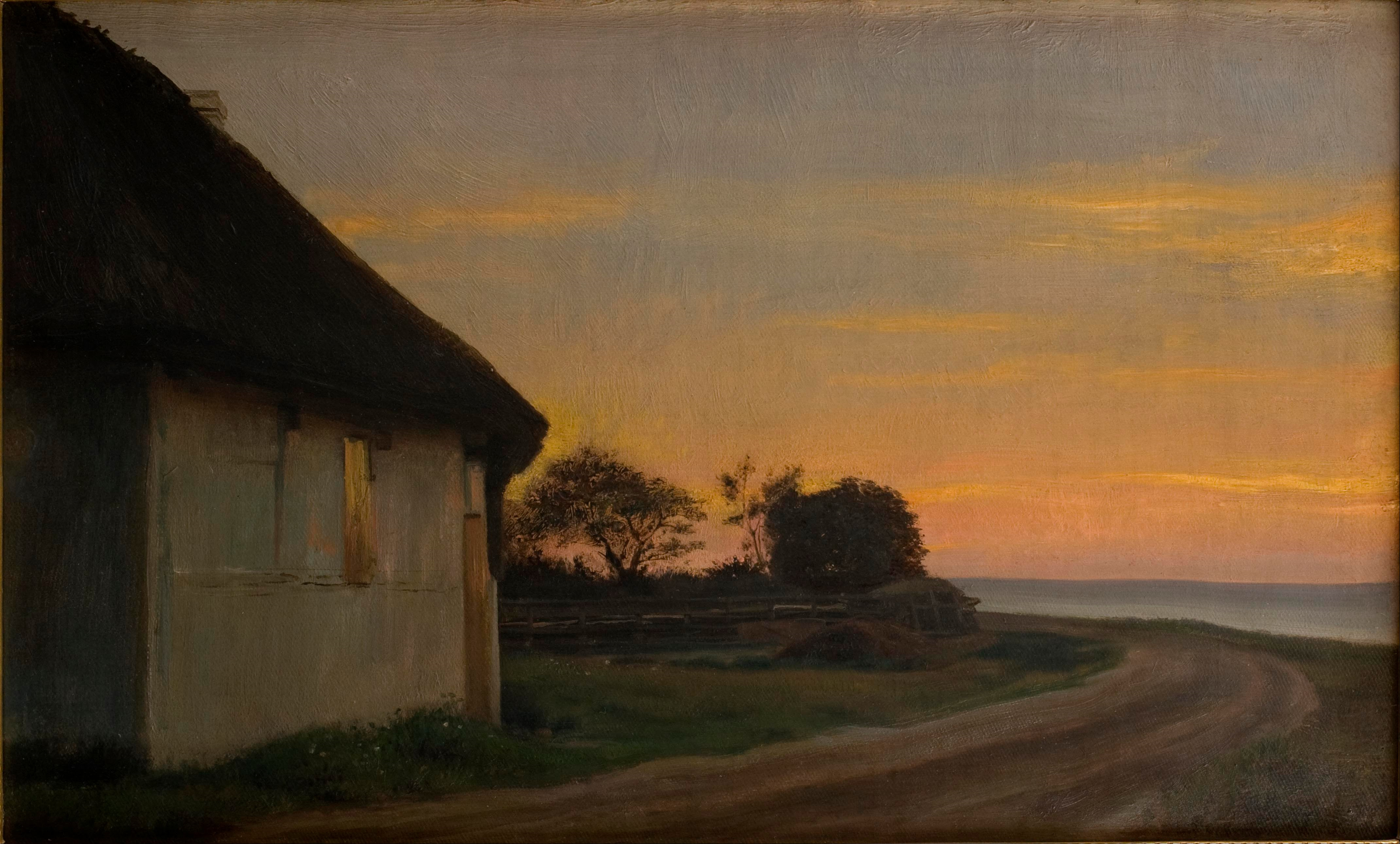
Aftonlandskap med hus och trädgård vid havet (Landskab med hus og have ved havet, aften) från 1880, Den Hirschsprungske Samling, olja på duk, 24,2 x 39,6 cm.
Herdarnas tillbedjan från 1882, Nationalmuseum, olja på duk, 82 x 106 cm.